# Oncideres apicalis
Oncideres apicalis là một loài bọ cánh cứng trong họ Cerambycidae.